# Willem Beukelszoon
Willem Beukelszoon (? – 1447) holland halász, aki kifejlesztette a hering tartósításának Hollandiát később hatalmas bevételekhez juttató eljárását. A korabeli források nevét több változatban írják: Beukelszoon, Beukelsz, Beukelius, Belkinson.
Az eljárás lényege, hogy a halászok a lehető legrövidebb időn belül kibelezett és lesózott heringeket szorosan záró hordókba helyezték. Ettől a hering sokkal frissebb maradt és az íze is jobb lett. Az eljáráshoz új típusú bárkákat kellett kifejleszteni.
A Beukelszoon-féle tartósításnak köszönhetően a heringhalászatban a hollandok átvették a vezetést a Hanza-szövetségtől, és két évszázadra szinte monopolhelyzetbe kerültek. Ez nagy szerepet játszott abban, hogy Hollandia lett a világ vezető kereskedő nemzete. Willem Beukelszoont felvették a legnagyobb hollandok listájára.